# Лісне (Бурлинський район)
Лісне́ (рос. Лесное) — село у складі Бурлинського району Алтайського краю, Росія. Адміністративний центр Рожковської сільської ради.

## Населення
Населення — 606 осіб (2010; 720 у 2002).
Національний склад (станом на 2002 рік):
- казахи — 75 %